# Harry Myers

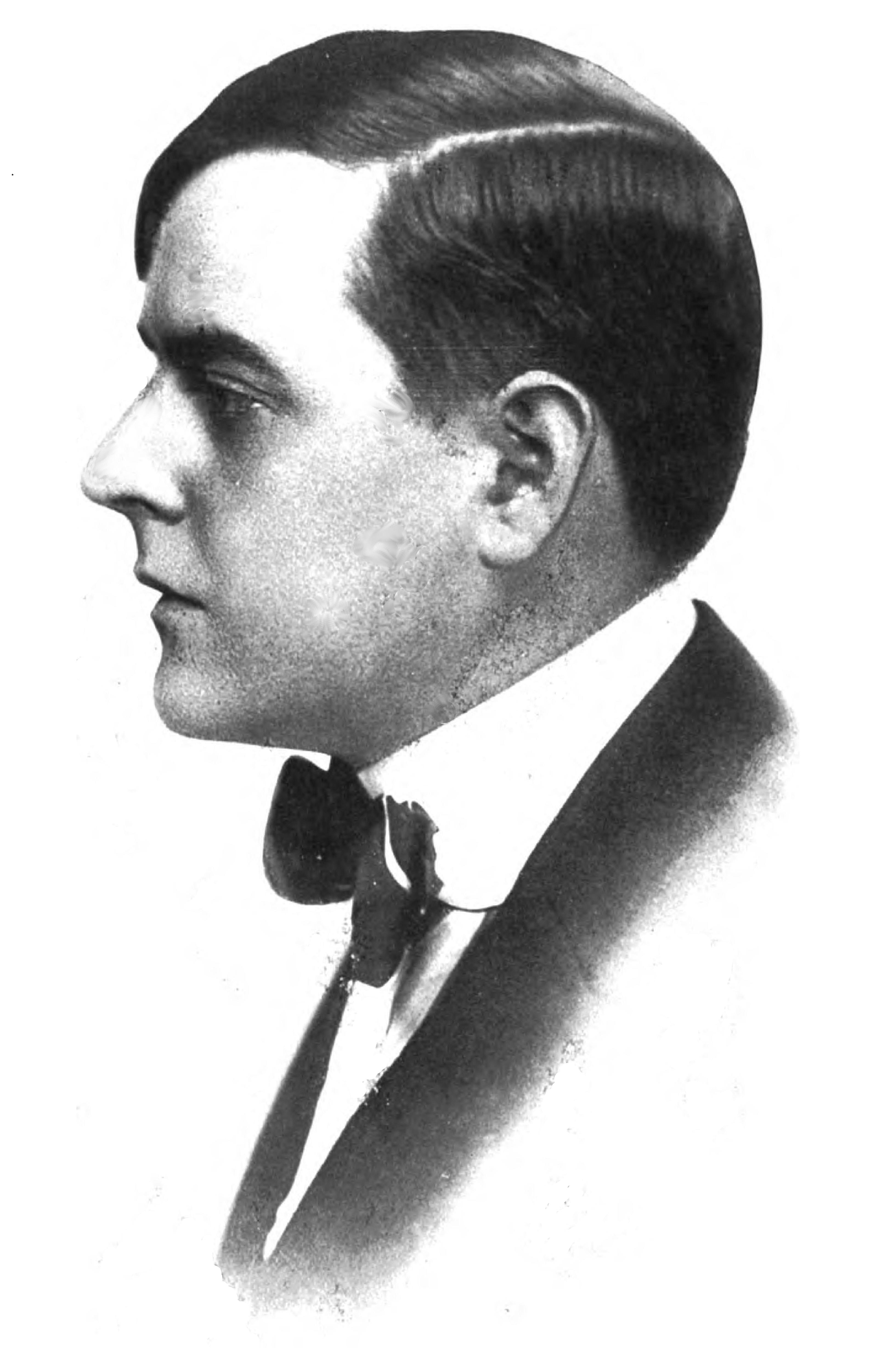
Harry Myers (1915)

Harry Myers (* 5. September 1882 in New Haven, Connecticut; † 25. Dezember 1938 in Hollywood, Kalifornien) war ein US-amerikanischer Schauspieler, Drehbuchautor und Stummfilmregisseur.

## Leben
Harry Myers begann seine Laufbahn als Theaterschauspieler. 1908 hatte er seinen ersten Filmauftritt, in der Folgezeit spielte er vor allem in zahlreichen Kurzfilm-Komödien. Gemeinsam mit seiner Ehefrau Rosemary Theby trat er in der Stummfilmkomödienreihe Lubin und Vim auf, für die er auch als Regisseur verantwortlich war. Seine erfolgreichste Zeit als Schauspieler hatte er in den 1920er-Jahren, zeitweise galt er als Star. Im Jahr 1921 spielte er die Hauptrolle in Ein Yankee am Hofe des König Artus nach Mark Twain, 1922 spielte er den Robinson Crusoe. Seinen letzten großen und heute noch bekanntesten Auftritt hatte Myers 1931 als suizidgefährdeter Millionär in Charles Chaplins Tragikomödie Lichter der Großstadt. Mit Beginn des Tonfilms erhielt er fast nur noch Kleinstrollen. 
Bis zu seinem Tod spielte Myers in fast 300 Filmen; außerdem inszenierte er bis 1917 bei über 50 Filmen als Regisseur und schrieb ebenfalls an den Drehbüchern einiger Stummfilme. Myers starb im Alter von 56 Jahren an einer Lungenentzündung. Er war mit seiner Leinwandpartnerin Rosemary Theby (1892–1973) von 1915 bis zu seinem Tod verheiratet.

## Filmografie (Auswahl)
- 1908: The Guerrilla
- 1919: The Masked Rider
- 1923: The Brass Bottle
- 1923: Pancho Lopez, der Bandit (The Bad Man)
- 1924: Die Ehe im Kreise (The Marriage Circle)
- 1924: Ein Mädchen aus gutem Hause (Tarnish)
- 1926: Exit Smiling
- 1927: The Dove
- 1928: Ein Traum von Liebe (Dream of Love)
- 1929: Wonder of Women
- 1931: Lichter der Großstadt (City Lights)
- 1933: Mary Stevens, M. D.
- 1934: We Live Again
- 1935: Mississippi
- 1936: Ausgerechnet Weltmeister (The Milky Way)
- 1936: San Francisco
- 1937: Mr. Dodd geht nach Hollywood (Stand In)
- 1938: Toms Abenteuer (The Adventures of Tom Sawyer)
- 1938: Vier Leichen auf Abwegen (A Slight Case of Murder)
- 1938: Die goldene Peitsche
- 1938: Die Klotzköpfe (Blockheads)
- 1939: Oklahoma Kid
- 1939: Zenobia, der Jahrmarktselefant (Zenobia)